# Glacier Italia
Pour les articles homonymes, voir Italia.
Le glacier Italia est un glacier situé dans le parc national Alberto de Agostini, dans la région de Magallanes et de l'Antarctique chilien, au Chili. Il s'épanche vers le sud-est, en direction du canal Beagle.